# کورا (کونگوسی)
کورا شهری در شهرستان کونگوسی در استان بام در بورکینافاسوی شمالی است و جمعیت آن ۲۲۵۵ نفر است.